# Polina Rjabova
Polina Aleksandrovna Rjabova (ryska: Полина Рябова), född 24 februari 2001 i Sankt Petersburg, är en rysk skicross-utövare och flerfaldig nationell medaljör i disciplinen. Hon har även meriter från världscupen i Skicross och blev uttagen till att tävla i världscupen i Idre i Sverige 21–23 januari 2021. 